# Simpósio Brasileiro de Jogos e Educação
O Simpósio Brasileiro de Jogos e Educação é um evento anual organizado pela Ludus Magisterium, criado a partir do Simpósio Fluminense de Jogos e Educação.

## Organização
O Simpósio Brasileiro de Jogos e Educação é organizado anualmente pela Ludus Magisterium, junto com o Simpósio Fluminense de Jogos e Educação, com palestras convidadas e artigos selecionados. Ocorrido de modo itinerante, a cada ano em parceria com uma instituição de ensino que se torna sede do evento.

## Eventos
- O I Simpósio Fluminense de Jogos e Educação ocorreu em 2018, na escola Oga Mitá, organizado por alguns dos membros que viriam a fundar a Ludus Magisterium no ano seguinte. O evento foi cedido à Ludus Magisterium quando de sua criação.
- O II Simpósio Fluminense de Jogos e Educação ocorreu no CEFET-RJ, em 2019.
- O III Simpósio Fluminense de Jogos e Educação aconteceu no IFRJ, após a pandemia, em 2023
- O IV Simpósio Fluminense de Jogos e Educação , agora conjugado ao I Simpósio Brasileiro de Jogos e Educação, foi co-organizado junto a ESDI/UERJ, em em 2024. O simpósio de 2024 teve a primeira plenária aberta dos membros Ludus Magisterium.